# Seleção intersexual
Seleção intersexual é um processo de seleção sexual no qual a escolha geralmente é realizada pelas fêmeas. Em geral os traços fenotípicos que os machos apresentam são utilizados para a escolha, uma vez que podem indicar um benefício direto para a fêmea ou para sua prole. Durante a corte as fêmeas são mais cuidadosas na escolha do parceiro em relação aos machos, uma vez que a seleção deve ocorrer entre espécies e dentro da espécie, resultando na escolha de machos com base nos recursos que podem oferecer. A seleção sexual pode atuar de duas maneiras: a) favorecendo um do sexos pela capacidade de competir pelas fertilização, principalmente por meio de lutas(seleção intrasexual); b) favorecendo características em um dos sexos que atraem o outro (seleção intersexual). 

## Histórico
Em 1871 Charles Darwin por meio da teoria da seleção sexual procurou explicar a origem das diferenças (dimorfismo) entre machos e fêmeas em uma mesma espécie. Mais tarde, Ronald Fisher (1930) elaborou a ideia de que as exibições realizadas pelos machos podem ser selecionadas sexualmente, uma vez que as fêmeas escolhem esses machos por serem mais atrativos. Essa contribuições de Fisher ao entendimento do processo de seleção intersexual ficou conhecido como Hipótese de Fisher. Na sua obra The evolution of sexual preference publicada em 1915, já havia feito grandes contribuições no campo da seleção sexual propondo que um possível mecanismo genético estaria relacionado à seleção sexual e explicaria a evolução de ornamentos tão exagerados em machos.

## Escolha por ornamentos

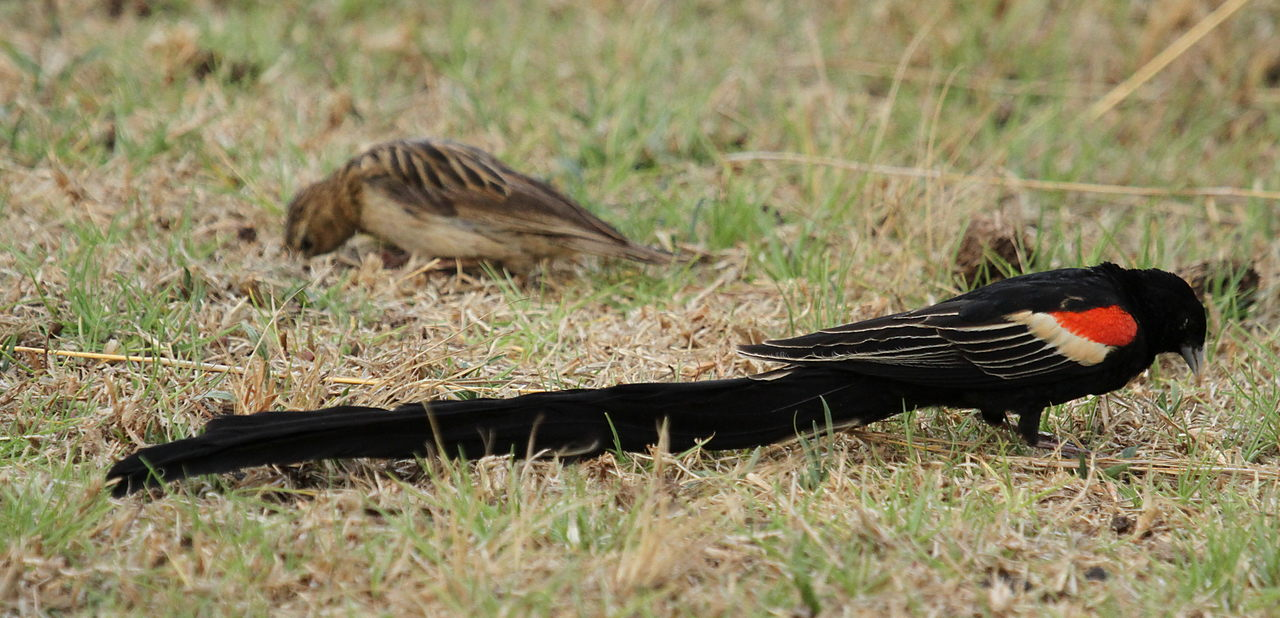
Macho e fêmea (ao fundo) de viúva-rabilonga (Euplectes progne).

Um exemplo clássico de seleção intersexual é o estudo sobre a escolha das fêmeas de viúva-rubilonga (Euplectes progne) em relação aos machos. Os machos em que a cauda foi experimentalmente alongada apresentaram maior sucesso de acasalamento do que machos com caudas normais ou reduzidas, reforçando a teoria de seleção sexual de Darwin e Fisher. Os ornamentos sexuais de um macho refletem seu fenótipo e sua qualidade genotípica. Além disso, a escolha do companheiro está relacionada a diversos benefícios oferecidos pelo macho escolhido como qualidade do território, incluindo os recursos presentes nele e cuidado masculino da prole.

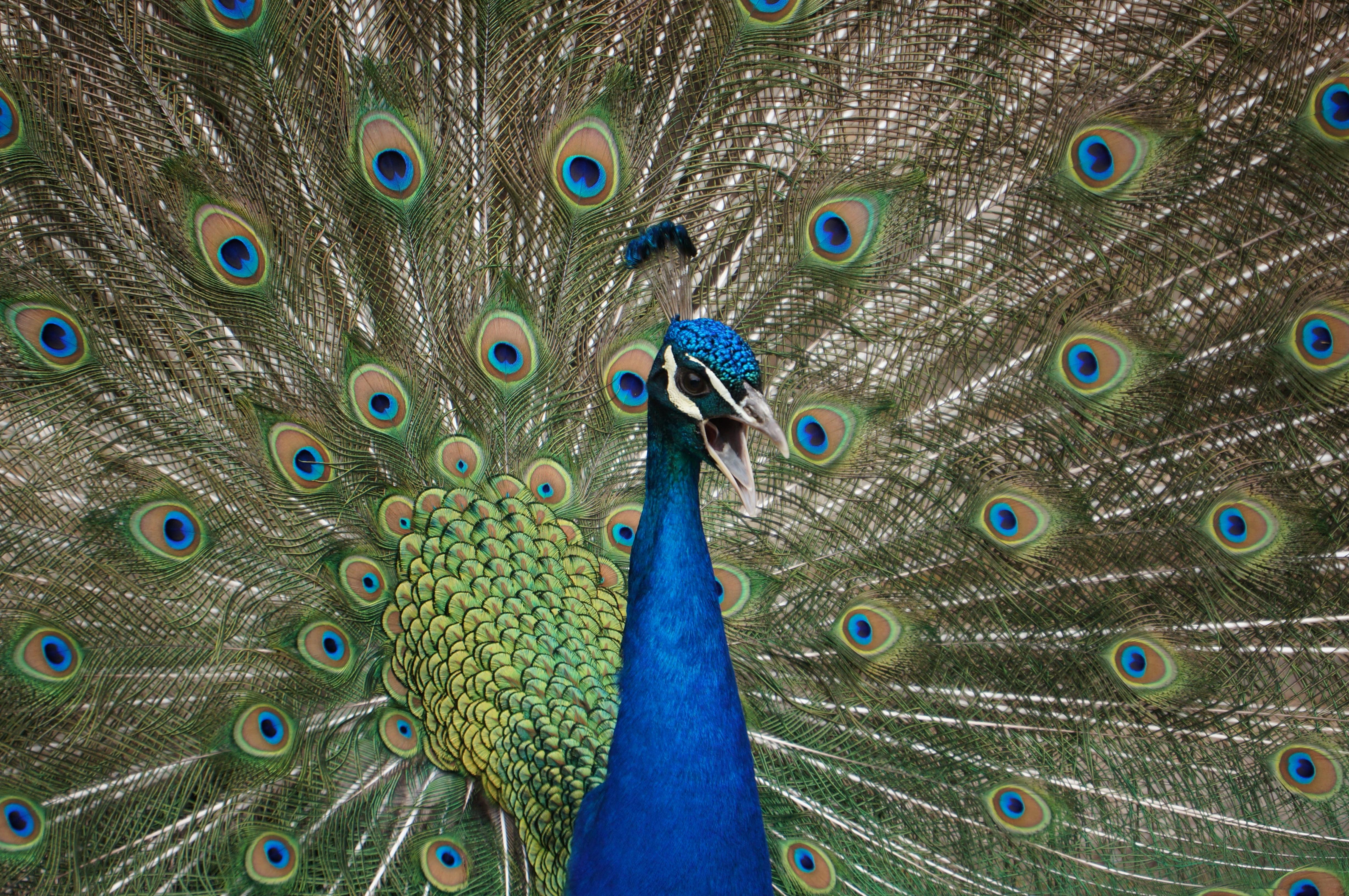
Macho de pavão. Exemplo de seleção intersexual, a fêmea da espécie seleciona machos exuberantes.

Outro exemplo da escolha da fêmea pela seleção da qualidade e exuberância dos ornamentos apresentados pelos machos é o do pavão (Pavo cristatus Linn. 1758), que tem sido utilizado como modelo para o estudo da evolução dos sinais entre os animais. Os indivíduos machos dessa espécie possuem uma plumagem exageradamente exuberante. As fêmeas escolhem machos mais atraentes. Estudo realizado em ambientes naturais, verificou que durante a estação reprodutiva, na presença da fêmea, os machos aumentam a atividade de exibição e pode ocorrer agressões.
O caso mais bizarro na evolução de ornamentos relacionados à seleção intersexual é o da ave-do-paraíso. Essas aves, que ocorrem na Austrália, Indonésia e nas montanhas de Nova Guiné, exibem um fantástico arranjo das penas, dos mais diversos tipos de cores, formas e tamanhos. É um exemplo onde o dimorfismo sexual atinge seu grau máximo. Se não bastasse o padrão extraordinário das penas, essas aves realizam displays complexos em rituais onde dois ou mais machos se exibem, num processo denominado lek. As fêmeas por sua vez visitam o local de apresentações e escolhem o macho mais exuberante. Darwin chegou a propor que esse processo é oposto ao da seleção natural.

## Sinais químicos
A seleção intersexual vai além da escolha de ornamentos, fêmeas podem ser atraídas por sinais químicos, feromônios exalados por machos específicos e heterespecíficos que ocorrem em simpatria. Por outro lado, estudos recentes têm demonstrado que espécies que compartilham ancestralidade comum, mas que evoluíram em alopatria mostra uma sobreposição em sua sinalização sexual química.
Fêmeas de Mimagoniates inequalis, uma espécie de peixe encontrada no sul do Brasil que armazena os espermatozoides por meses, são capazes de perceberem o estímulo do órgão caudal (estrutura secretora) e de comunicação química intersexual dos machos, esse sinal químico informa a localização do macho e serve para atrair a fêmea. 

## Outros fatores que influenciam a seleção intersexual

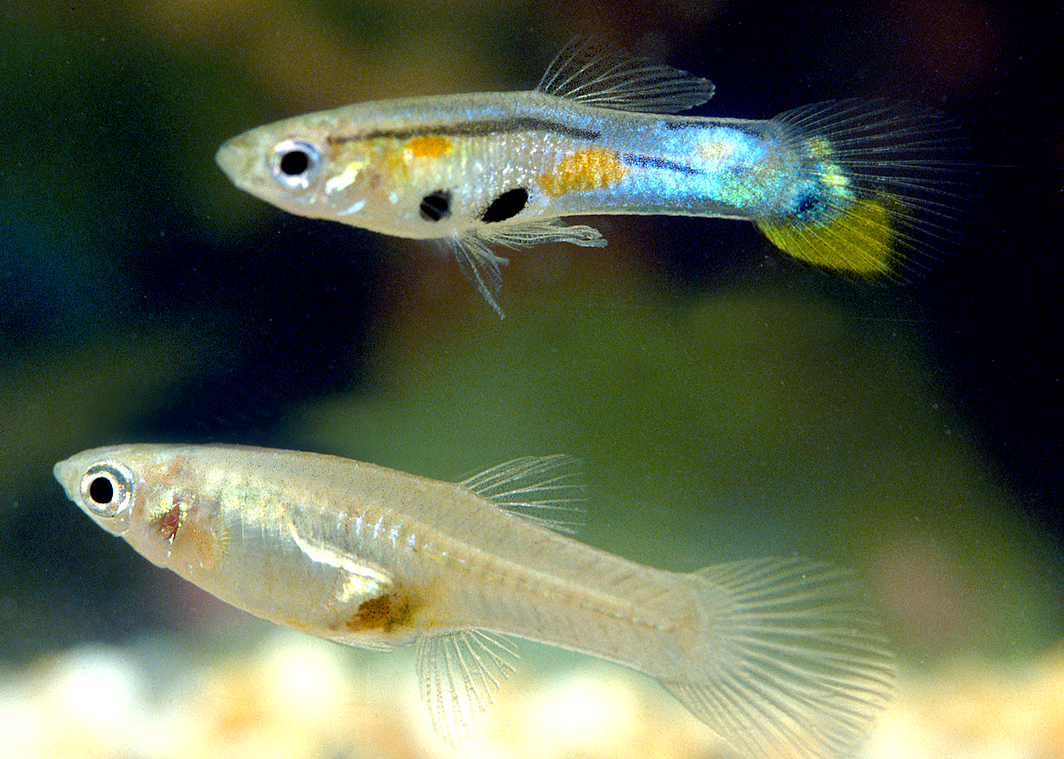
Macho (alto) e fêmea (baixo) de Poecilia reticulata. Fêmeas escolhem machos não familiares a cada reprodução.

Além de ornamentos e sinais químicos, os machos podem realizar displays que influenciam na escolha das fêmeas. Um estudo sobre seleção sexual utilizando uma espécie de aranha (Schizocosa uetzi), verificou que o sucesso da copulação estava mais relacionado a intensidade do cortejo (namoro) do que a variação das cores das pernas, ou seja, machos que conseguiam levantar a perna mais vezes por segundo, eram escolhidos para a cópula. Outro fator que influencia a escolha das fêmeas é a familiaridade. Fêmeas de uma espécie de peixe de água doce, conhecidas como barrigudinho, Guppy ou lebiste (Poecilia reticulata) são mais propensas a acasalar com machos desconhecidos, indicando que a familiaridade é o determinante mais importante na escolha do parceiro para acasalamento. Segundo os autores do estudo com P. reticulata, ao acasalar com um macho não familiar, a fêmea está reduzindo as chances de endogamia.

Em diversas espécies de animais, os machos realizam defesa de territórios com bons recursos (e.g. locais para oviposição, nidificação, alimentação e abrigo). O macho da rã-touro (Rana catesbeiana) defende territórios em pequenas poças e lagoas e as fêmeas escolhem os machos com melhores territórios.